# Hoit, Price & Barnes
Hoit, Price & Barnes fue una destacada firma de arquitectos de Kansas City a principios del siglo XX. Diseñó varios rascacielos y mansiones, incluidos tres de los diez edificios más altos de Kansas City: el Kansas City Power and Light Building, el 909 Walnut y la Oak Tower.

## Historia
La historia de Hoit, Price & Barnes tiene sus raíces en Boston cuando los graduados de Harvard William R. Ware y Henry Van Brunt fundaron la firma Ware & Van Brunt en 1864. Frank M. Howe se incorporó a la firma en 1868. Cuando Ware se convirtió en presidente fundador de la Escuela de Arquitectura de la Universidad de Columbia en 1881, la firma se convirtió en Van Brunt & Howe. Abrieron una sucursal en Kansas City en 1887. Van Brunt murió en 1903. En 1904, la firma de Kansas City de Howe, Hoit & Cutler se estableció cuando Howe se asoció con los empleados Henry F. Hoit y William H. Cutler, ambos graduados del Instituto de Tecnología de Massachusetts (MIT).
En 1901, Van Brunt & Howe recibió el encargo de diseñar el edificio del Palacio de Industrias Variadas en la Feria Mundial de St. Louis. Cutler era el dibujante jefe y recomendó que contrataran a Hoit para que se hiciera cargo del trabajo. Hoit era su antiguo compañero de clase en el MIT y en ese momento vivía en Boston.  Poco después, Van Brunt se jubiló y creó la firma Howe, Hoit & Cutler. Se convirtió en Howe & Hoit en 1907 cuando Cutler murió de fiebre tifoidea. Howe murió en 1909.
Hoit estuvo solo hasta 1913 cuando se asoció con otro graduado del MIT, Edwin M. Price. Alfred E. Barnes se unió a la sociedad el 1 de enero de 1919 y nació la firma Hoit, Price & Barnes.
R. A. Long, el adinerado barón de la madera, quedó impresionado con el trabajo de Hoit en el edificio de Varied Industries. Esto inició una larga relación comercial con Hoit y sus socios que diseñaron la Iglesia Cristiana Independence Boulevard, de la cual Long era miembro; el R. A. Long Building, uno de los primeros rascacielos con estructura de acero de Kansas City; La casa de Long en Corinthian Hall, que ahora es el Museo de Kansas City; Longview Farm, su finca en el campo; Hospital de la Iglesia Cristiana; e incluso el mausoleo de Long. También diseñaron la casa de Mack B. Nelson cuando Nelson era vicepresidente de Long-Bell Lumber Company.
Cuando se completaron los 28 pisos del Bell Telephone Building en 1929, era el edificio más alto de Kansas City. Luego, el edificio Kansas City Power and Light de 34 pisos se completó en 1931, convirtiéndolo en el edificio más alto del estado de Misuri, un título que mantuvo hasta 1976.
La empresa continuó hasta 1941 cuando la industria de la construcción comenzó a cambiar para hacer frente al esfuerzo de la guerra.

## Edificios notables

### Van Brunt y Howe
- 1887 - Residencia Frank M. Howe (Diseñada por Howe)
- 1890 -Edificio de la empresa Emery, Bird, Thayer Dry Goods Company
- 1904 - Palacio de Industrias Variadas, Exposición de Compra de Luisiana, San Luis, Misuri (arrasado)[4]

### Howe, Hoit & Cutler
- 1905 - Iglesia cristiana Independence Boulevard
- 1907 - R. A. Long Building
- 1908 - Templo B'nai Jehudah (en 2003, se convirtió en el Centro de Usos Múltiples Mohart)

### Henry F. Hoit
- 1908 - RA Long Residence (Museo de Kansas City en Corinthian Hall)
- 1914 - Granja de Longview
- 1914 - Mack B. Nelson House, 55th y Ward Parkway
- 1915 - Hospital de la Iglesia Cristiana, 2697 W. Paseo Blvd.
- 1916 - Residencia CC Peters, 55th & State Line
- 1916 - Edificio OH Dean (Reeves-Wiedeman Company), 3635 Main Street
- 1918 - Edificio Cosden (Mid-Continent Tower) Tulsa, Oklahoma
- 1919 - Casa de Charles A. Braley, 3 Dunford Circle
- 1920 - Edificio Bell Telephone (Oak Tower), 14 pisos originales

### Hoit, Price y Barnes
- 1920 - Edificio Baker-Vawter
- 1923 - Kansas City Athletic Club (se convirtió en Continental Hotel en 1932, Mark Twain Tower en 1982)
- 1926 - Dierks Building pisos 8-15
- 1928 - Edificio de la empresa de muebles Robert Keith, 13 y Baltimore
- 1929 - Edificio Bell Telephone (Oak Tower), 14 pisos adicionales
- 1930 - Dierks Building pisos 16-17[5]
- 1931 - Kansas City Power and Light Building
- 1931 - Fidelity National Bank & Trust Building (909 Walnut)
- 1935 - Auditorio Municipal (obra mecánica)

## Principales de la empresa[6]

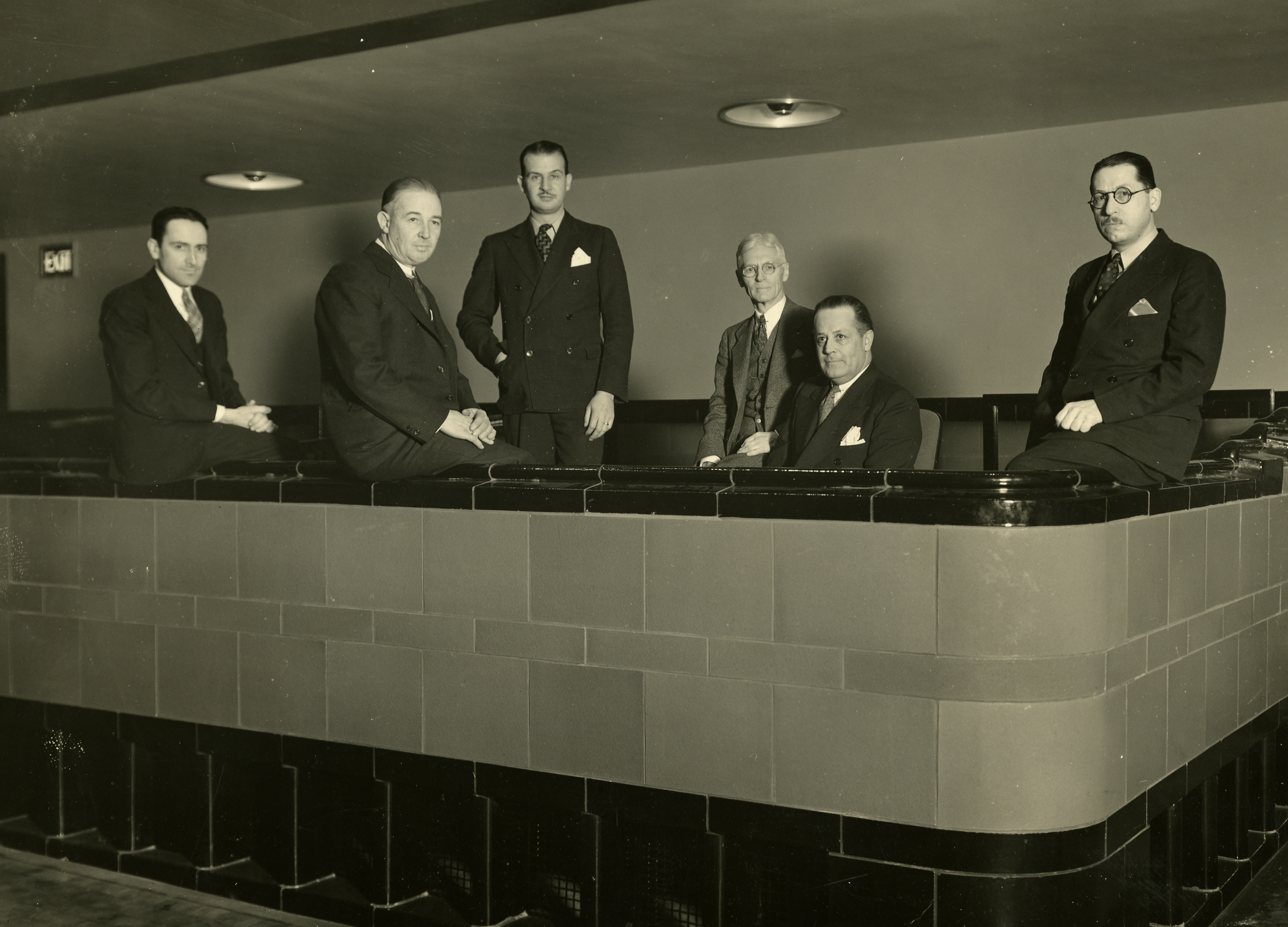
El equipo de arquitectura del Municipal Auditorium de Kansas City. (De izquierda a derecha) William L. Cassell, Edwin M. Price, Homer F. Neville, Henry F. Hoit, Alonzo H. Gentry, Alfred E. Barnes. Noviembre de 1935. Carpeta 6; Alfred Edward Barnes (1892-1960) Registros arquitectónicos (K0004); El Centro de Investigación de la Sociedad Histórica del Estado de Misuri-Kansas City. Foto tomada por The Harkins Commercial Photo Co. Kansas City, MO.

- Henry F. Hoit (1873-1951) - nativo de Chicago, Illinois que se mudó a Kansas City en 1901
- Edwin M. Price (1884-1957) - nativo de Webb City, Arkansas que se mudó a Kansas City para trabajar para Howe, Hoit & Cutler en 1905.
- Alfred E. Barnes (1892-1960) - oriundo de Kansas City que se incorporó a Hoit en 1909. Su abuelo fue el arquitecto Asa Beebe Cross de Kansas City.

## Edificios en elRegistro Nacional de Lugares Históricos[7]
- Edificio Baker-Vawter, 915-917 Wyandotte, Kansas City (listado el 5 de mayo de 2000)
- Charles A. Braley House, 3 Dunford Cir., Kansas City (Listado el 9 de octubre de 2013)
- Christian Church Hospital (también conocido como Robinson Neurological Hospital), 2697 W.Paseo Blvd., Kansas City (listado el 21 de octubre de 2004)
- Continental Hotel (también conocido como Kansas City Athletic Club, Mark Twain Tower), 106 W.11th St., Kansas City (listado el 8 de agosto de 1983)
- Cosden Building (Mid-Continent Tower) 409 S. Boston, Tulsa, Oklahoma (listado el 1 de febrero de 1979)
- OH Dean Building, 3625-3635 Main St., Kansas City (listado el 3 de septiembre de 2009)
- Edificio Dierks, 1000-1006 Grand Blvd., Kansas City (listado el 29 de enero de 2009)
- Fidelity Nation Bank & Trust Building, 909 Walnut, Kansas City (listado el 14 de agosto de 1997)
- Residencia Frank M. Howe, 1707 Jefferson St., Kansas City (Listado el 18 de abril de 1985)
- Independence Boulevard Christian Church, 606 Gladstone Blvd., Kansas City (Listado el 14 de enero de 2015)
- Kansas City Power and Light Building, 1330 Baltimore Ave., Kansas City (listado el 9 de enero de 2002)
- R. A. Long Building, 928 Grand Blvd., Kansas City (listado el 8 de enero de 2003)
- RA Long House (Museo de Kansas City en Corinthian Hall), 3218 Gladstone Blvd., Kansas City (Listado el 14 de noviembre de 1980)

## Galería

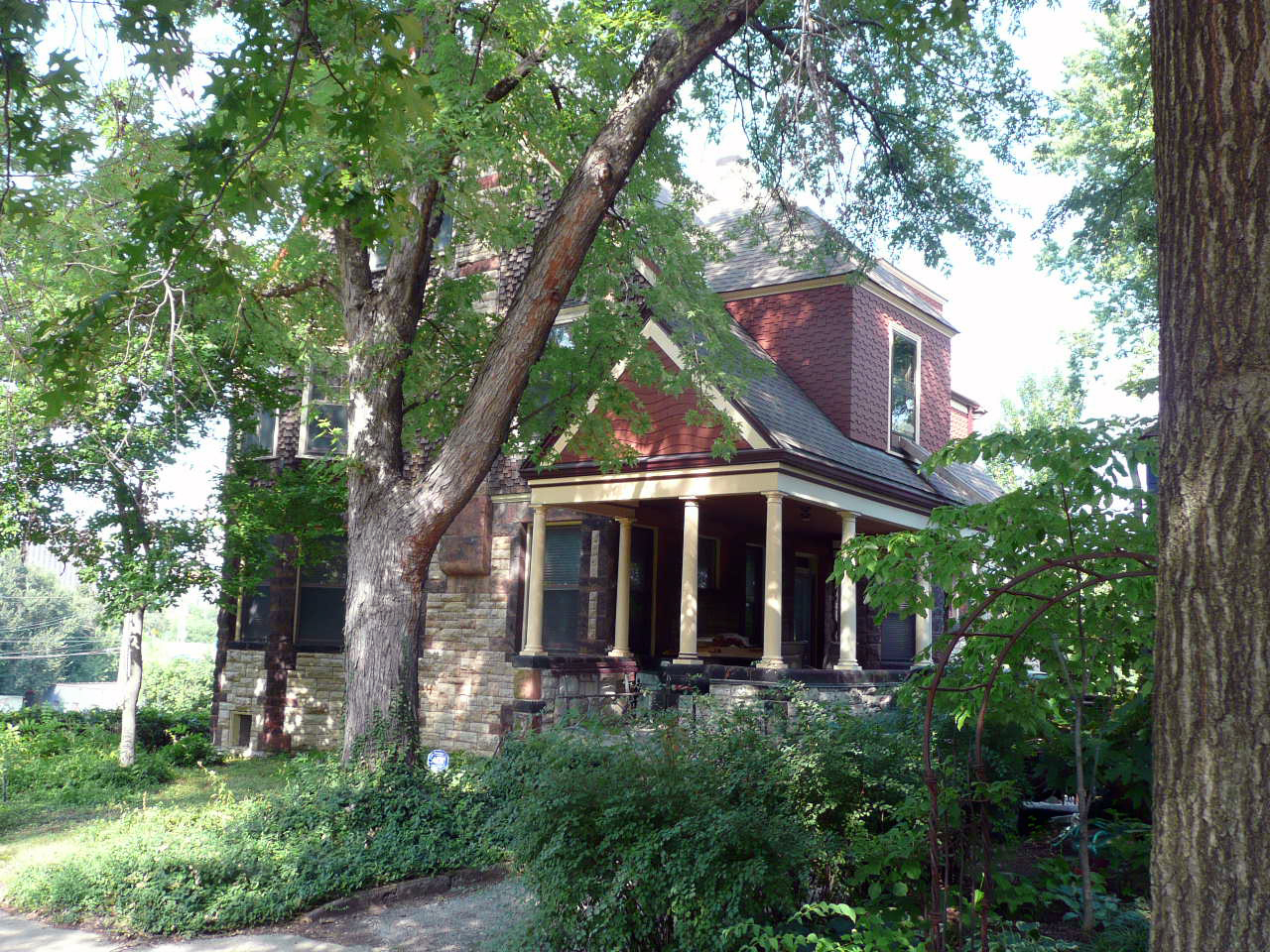
Frank M. Howe Residence
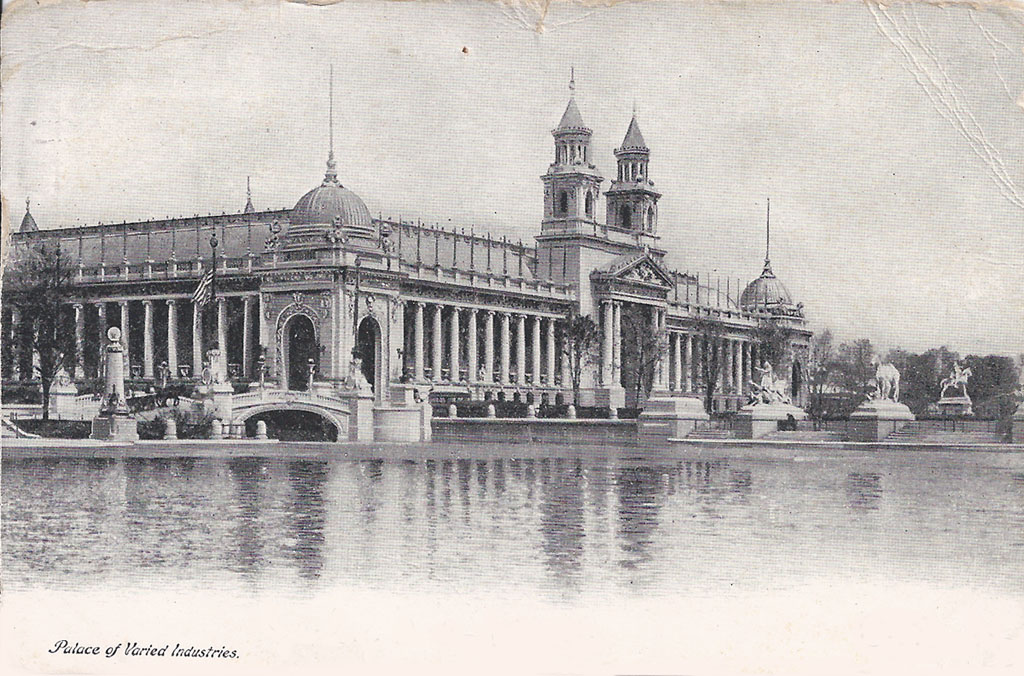
Palace of Varied Industries 1904 St.Louis World's Fair
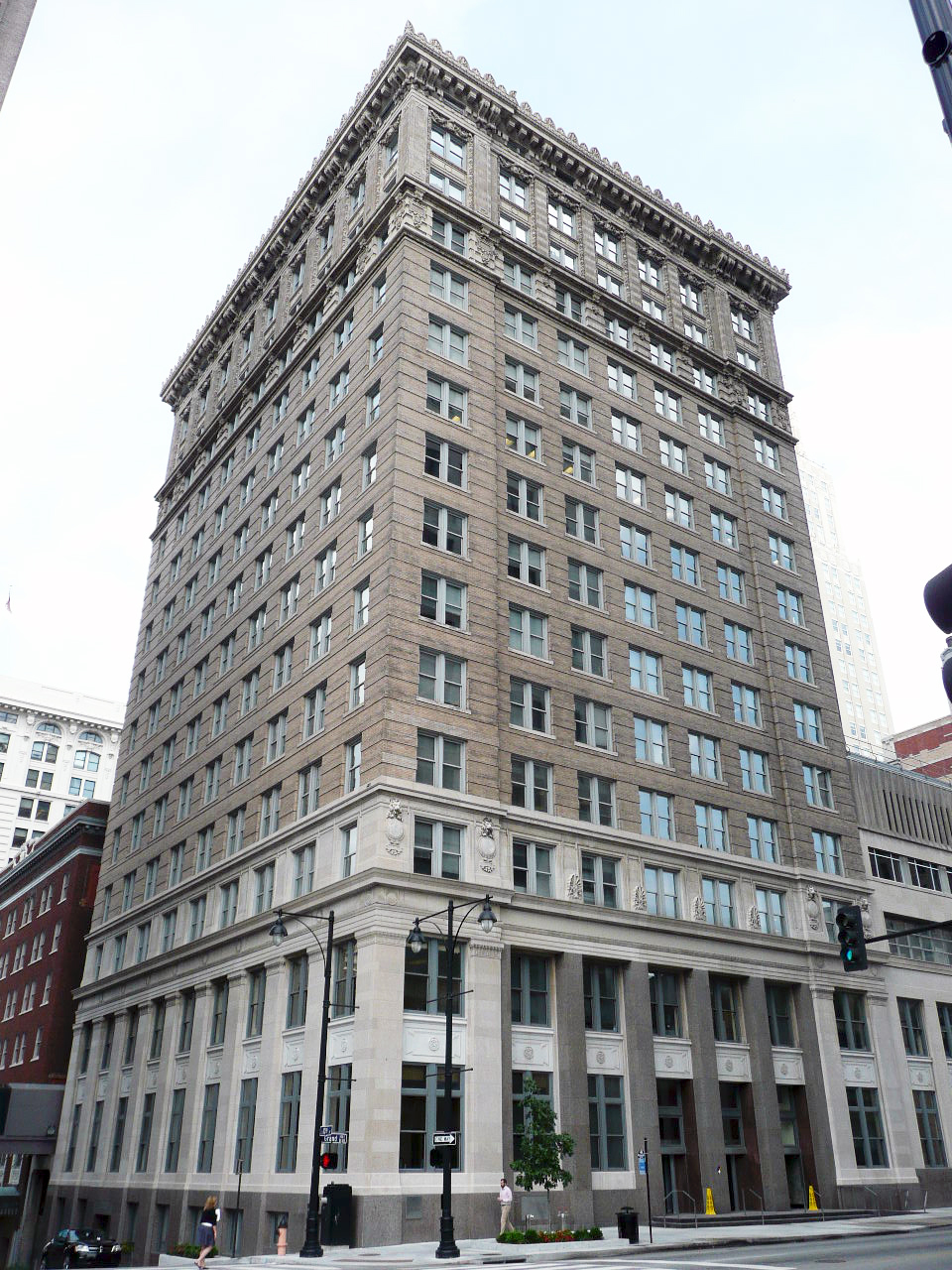
R.A. Long Building
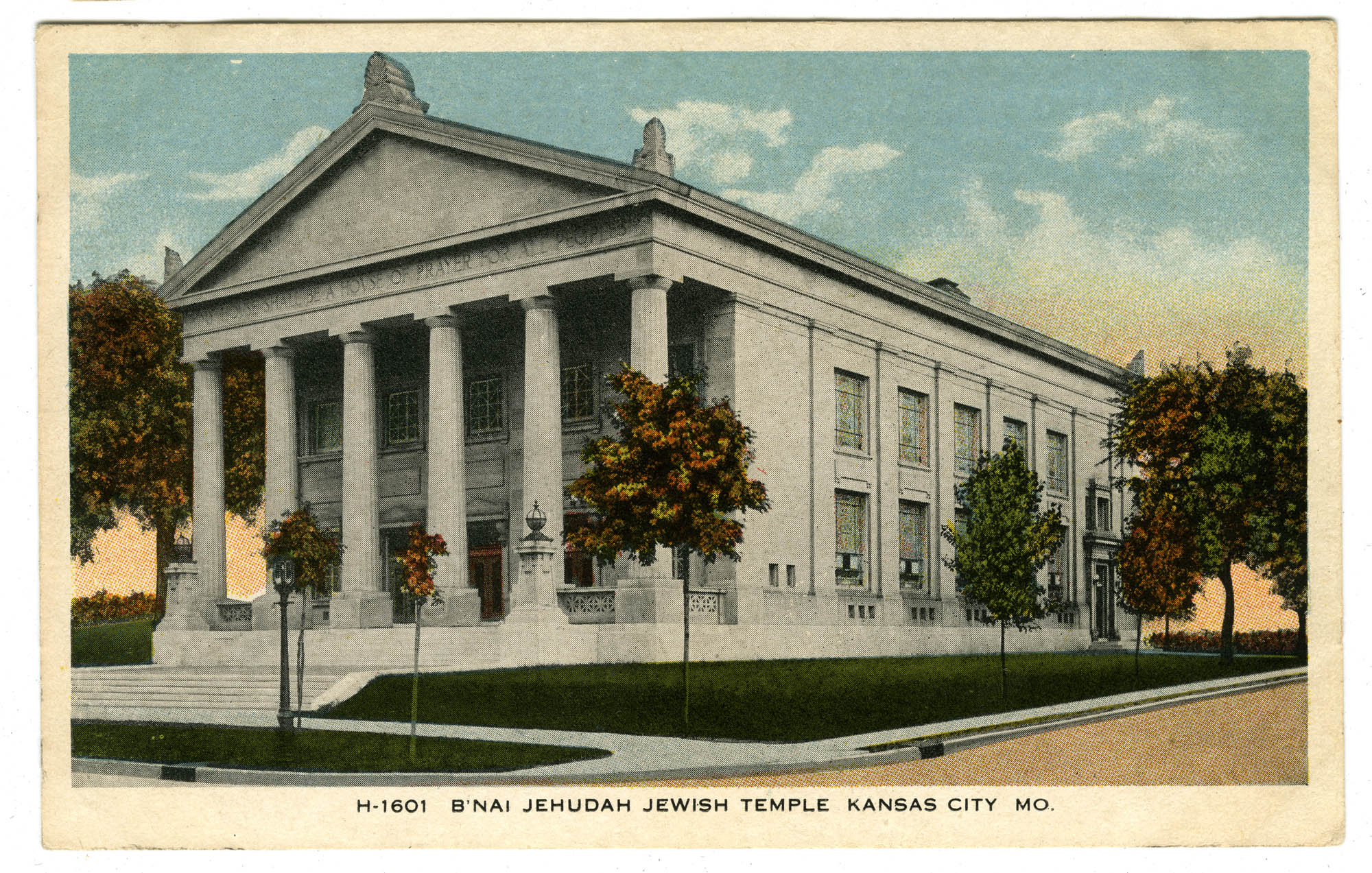
B'nai Jehudah Temple
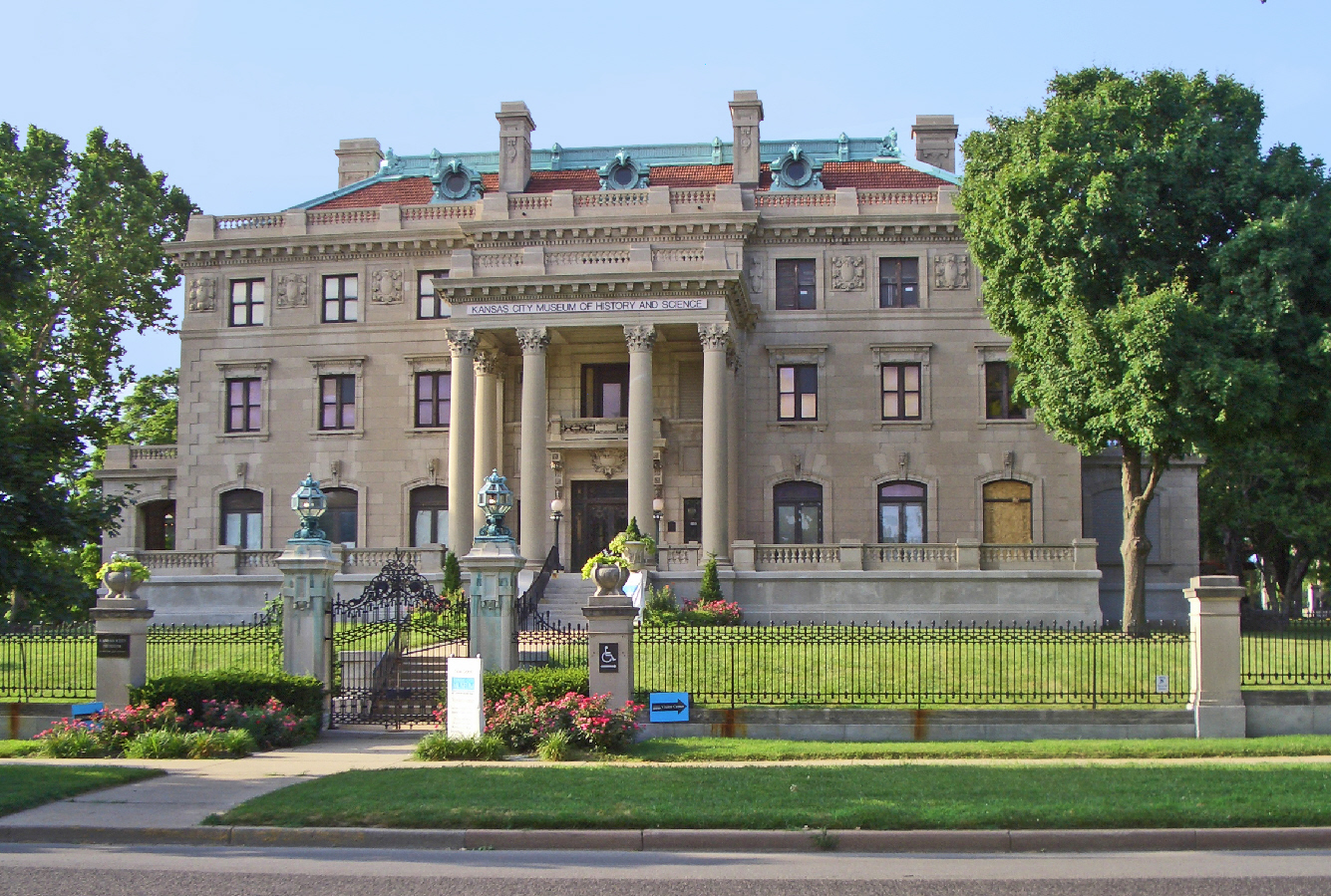
Kansas City Museum (R.A. Long Residence - Corinthian Hall)
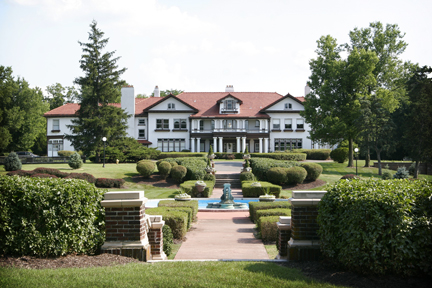
Longview Mansion at Longview Farm
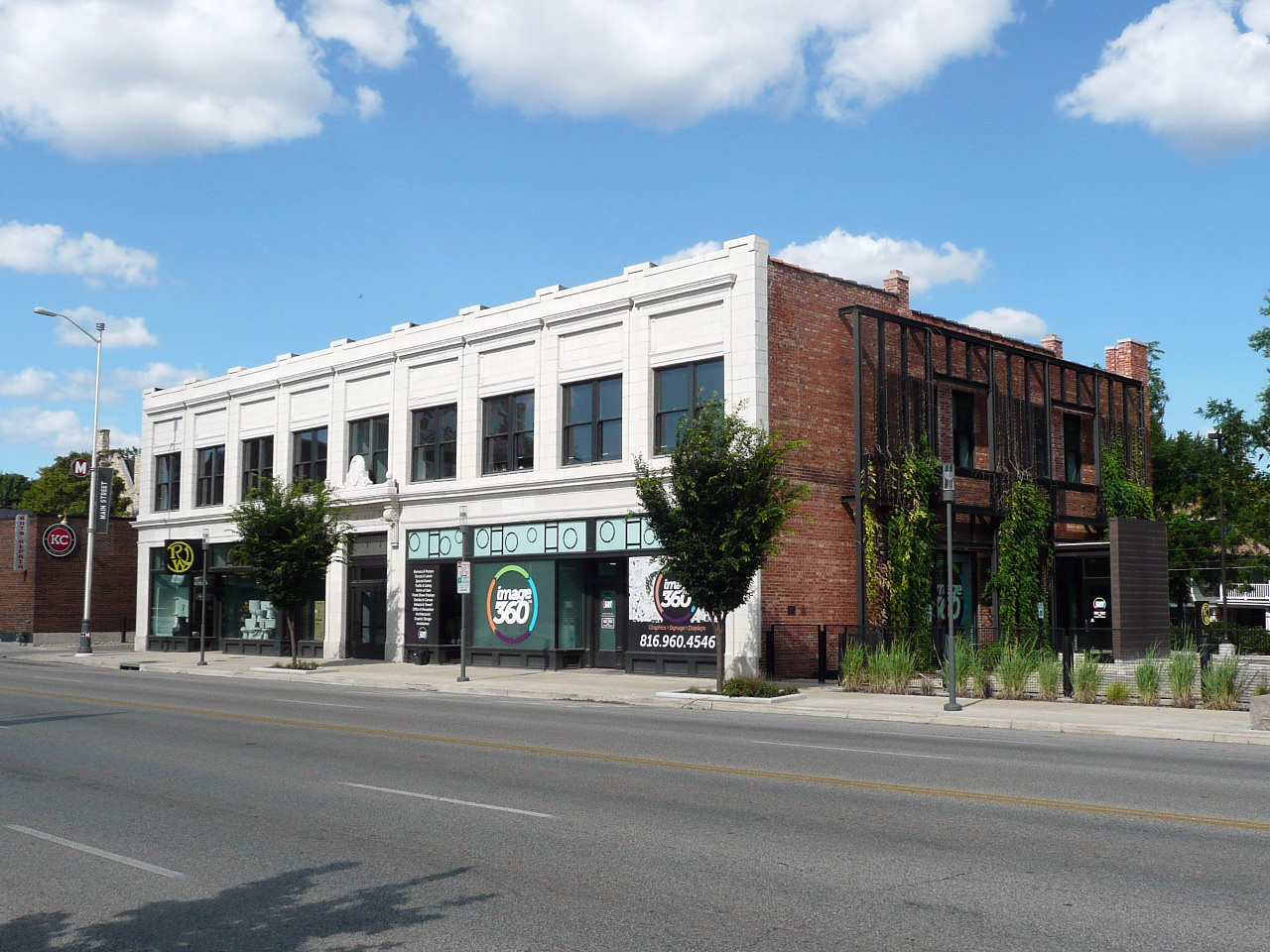
O. H. Dean Building
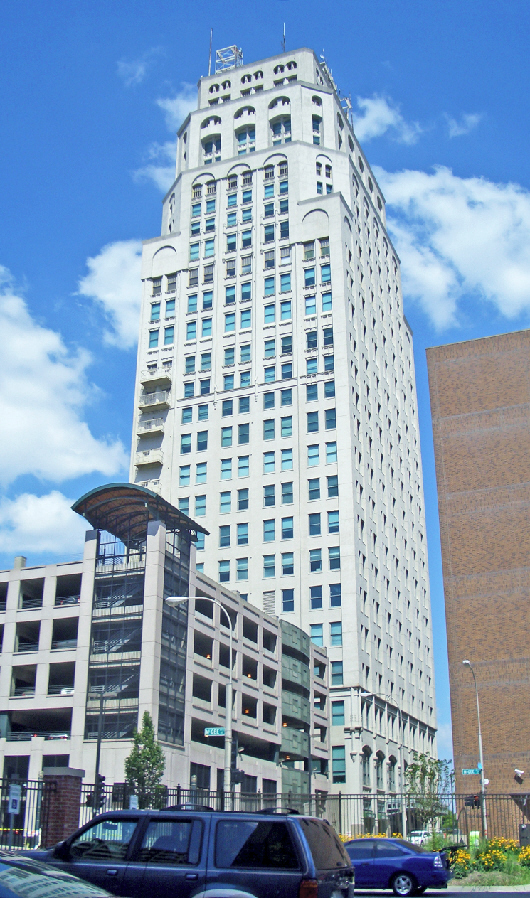
Oak Tower (Bell Telephone Building)
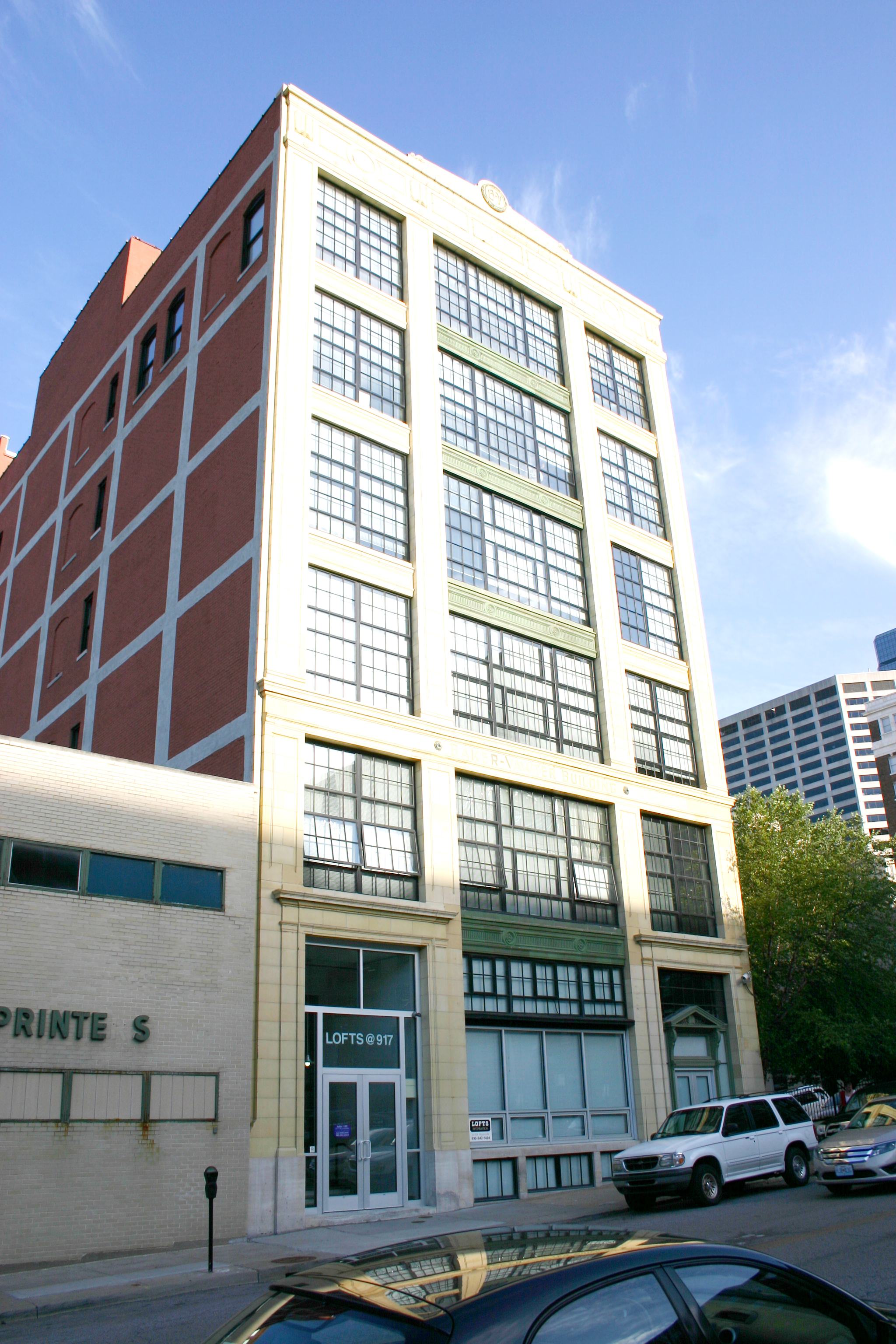
Baker-Vawter Building
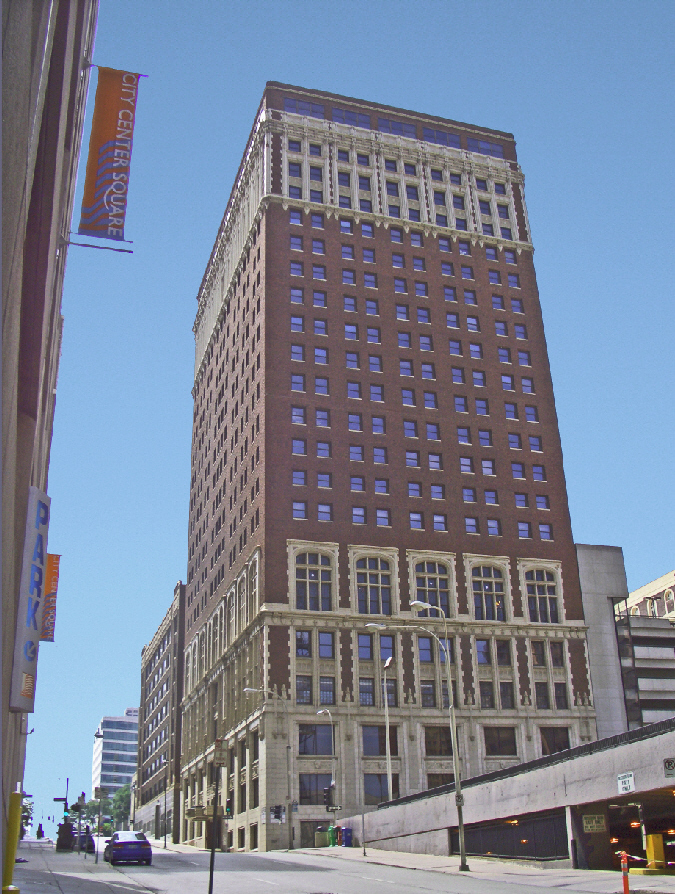
Kansas City Athletic Club/Continental Hotel/Mark Twain Tower
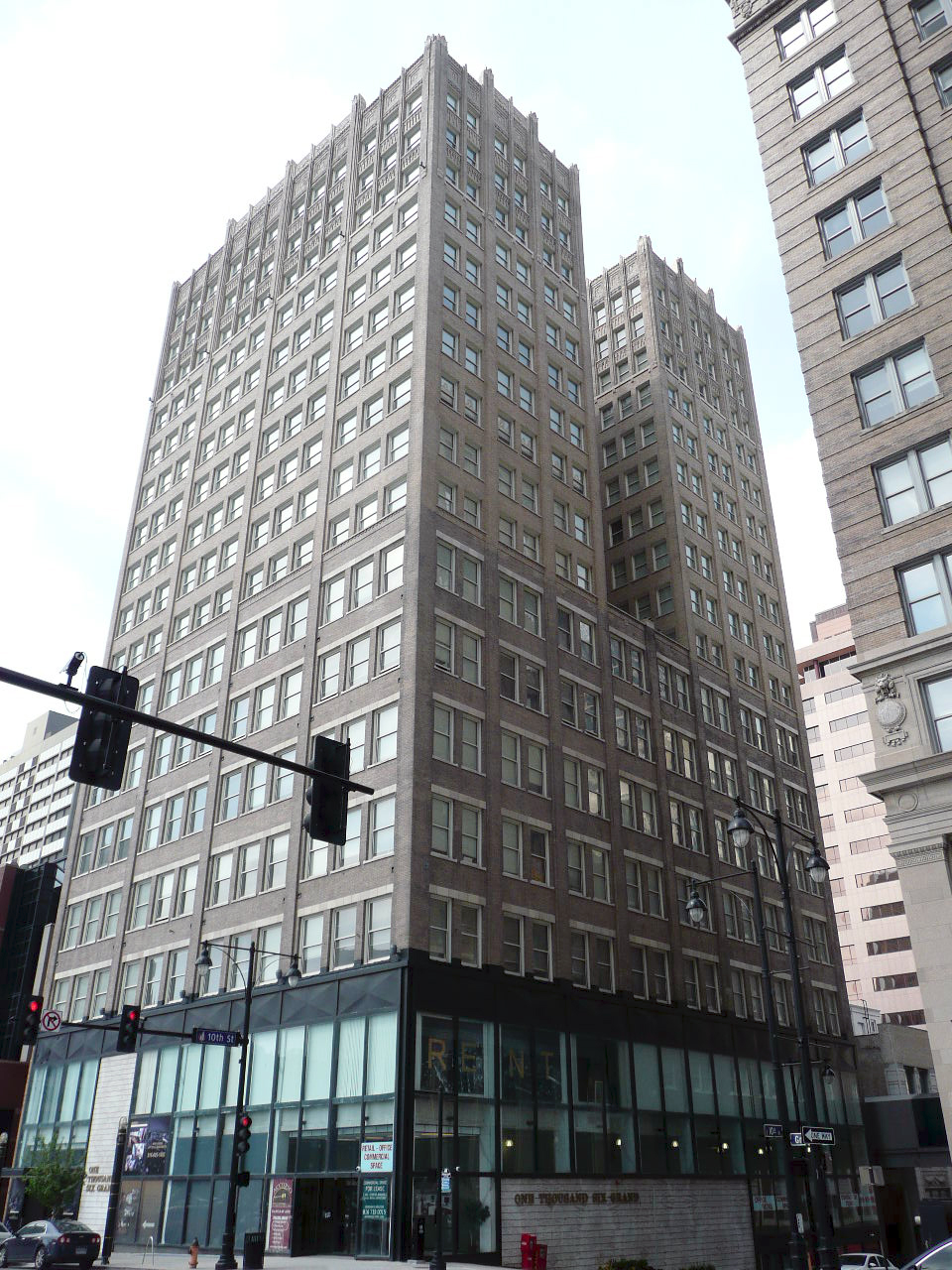
Dierks Building
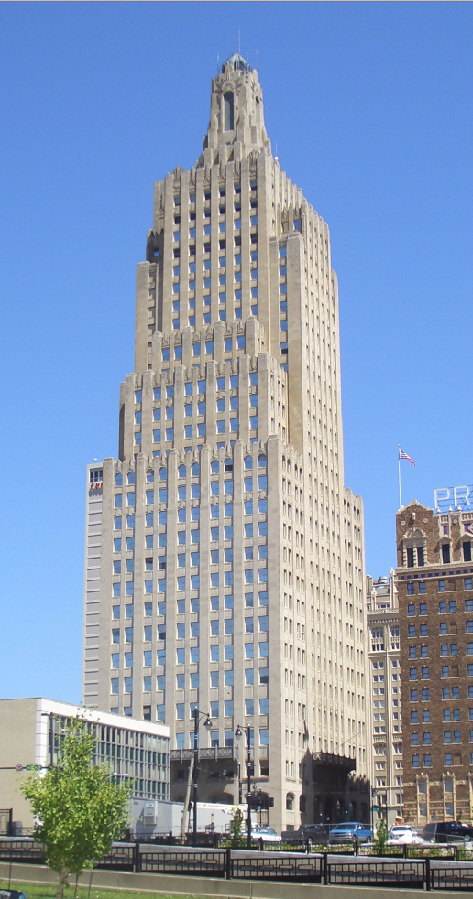
Kansas City Power & Light Building
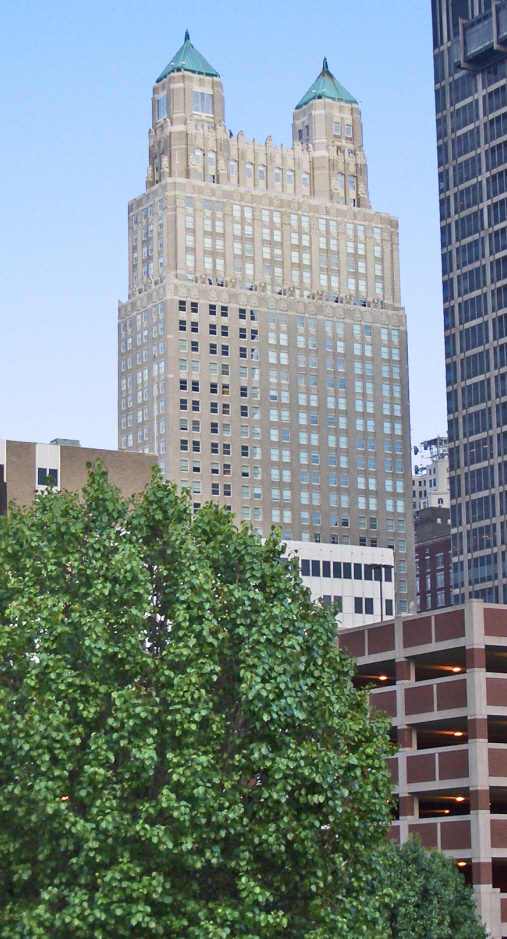
909 Walnut Tower (Fidelity National Bank)
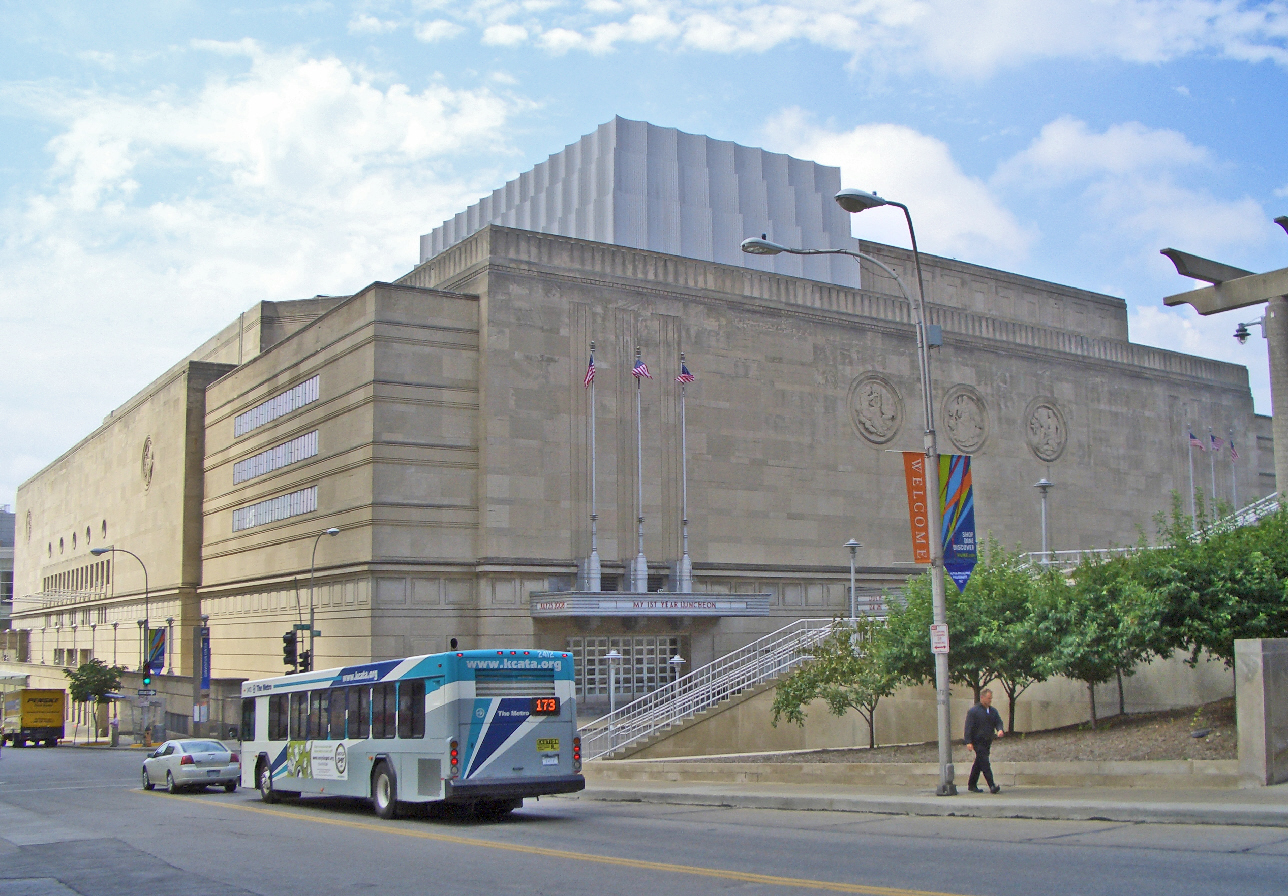
Municipal Auditorium